# Shaun Dooley
Shaun Dooley (* 29. März 1974 in Barnsley) ist ein britischer Schauspieler. 

## Persönliches
Dooley wurde 1974 im englischen Barnsley als Sohn eines Minenarbeiters von Grimethorpe geboren und hat zwei jüngere Schwestern. Er wollte ursprünglich Tierarzt werden, aber wurde nach schlechten GCSE-Ergebnissen von Lehrern ermuntert, das Schauspielern aufzunehmen. Er ging zum Barnsley Youth Theatre und studierte Schauspiel an der Arden School of Theatre in Manchester bis 1995.
Dooley ist bekannt als Anhänger des FC Barnsley und verheiratet mit der Castingdirektorin Polly Cameron, mit der er vier Kinder hat.

## Karriere
Zu Dooleys frühen Fernsehrollen gehörten die beiden Seifenopern Coronation Street als sein erster Auftritt 1997 und EastEnders mit sporadischen Auftritten von 2001 bis 2004. Dazu spielte er Episodenrollen und in Miniserien wie Yorkshire Killer von 2009 und The White Queen von 2009. Längerfristige Nebenrollen hatte er in Misfits ab der vierten Staffel 2012 und 2015 in der zweiten Staffel von Broadchurch. 
Ab 2019 erschien Dooley in der Netflix-Serie The Witcher und der HBO-Serie Gentleman Jack. Folgend spielte er etwa in It’s a Sin von Russell T Davies und in Changing Ends von Alan Carr als dessen Vater.
In der englischsprachigen Fassung von Der Herr der Ringe: Die Schlacht der Rohirrim ist er als Antagonist Freca zu hören.

## Filmografie

### Fernsehserien
- 1997–1998: Coronation Street (12 Episoden)
- 1997–1998: Casualty (3 Episoden)
- 1998: The Grand (1 Episode)
- 1998: Dalziel und Pascoe – Mord in Yorkshire (Dalziel and Pascoe, 1 Episode)
- 1999: Peak Practice (2 Episoden)
- 2000, 2005: Holby City (2 Episoden)
- 2001–2004: EastEnders (29 Episoden)
- 2002: Ernest Shackleton (Shackleton, Miniserie, 2 Episoden, als Huberht Hudson)
- 2002, 2008: Silent Witness (4 Episoden)
- 2003: P.O.W. (3 Episoden)
- 2004: Foyle’s War (1 Episode)
- 2005: The Royal (1 Episode)
- 2005: New Tricks – Die Krimispezialisten (New Tricks, 1 Episode)
- 2005: Murphy’s Law (3 Episoden)
- 2005: Vincent (1 Episode)
- 2005: The Ghost Squad (1 Episode)
- 2006: Rosemary & Thyme (1 Episode)
- 2006: The Bill (1 Episode)
- 2006: The Street (2 Episoden)
- 2006: Vital Signs (1 Episode)
- 2006: Coming Up (1 Episode)
- 2006: Strictly Confidential (1 Episode)
- 2007: Mobile (Miniserie, 3 Episoden)
- 2008: Inspector Barnaby (Midsommer Murders, 1 Episode)
- 2008: Harley Street (1 Episode)
- 2008: Apparitions (Miniserie, 2 Episoden)
- 2009: Yorkshire Killer (Red Riding, Fernsehdreiteiler)
- 2009: Law & Order: UK (1 Episode)
- 2010: Five Days (5 Episoden)
- 2010: Married Single Other (5 Episoden)
- 2010: George Gently – Der Unbestechliche (Inspector George Gently, 1 Episode)
- 2010: Moving On (1 Episode)
- 2010–2011: Britain’s Underworld (6 Episoden, Erzähler)
- 2011: Hustle – Unehrlich währt am längsten (Hustle, 1 Episode)
- 2011: South Riding (Miniserie, 3 Episoden)
- 2011: Exile (Miniserie, 3 Episoden)
- 2011: Sugartown (3 Episoden)
- 2011: Postcode (2 Episoden)
- 2011: Große Erwartungen (Great Expectations, Miniserie, 3 Episoden)
- 2012: Benidorm (1 Episode)
- 2012–2013: Misfits (16 Episoden)
- 2013: The White Queen (3 Episoden)
- 2014: Our World War (Miniserie, 1 Episode)
- 2014: Wolfblood – Verwandlung bei Vollmond (Wolfblood, 6 Episoden)
- 2014: The Game (Miniserie, 6 Episoden)
- 2015: Broadchurch (6 Episoden)
- 2015: Ordinary Lies (1 Episode)
- 2015: This Is England ’90 (1 Episode)
- 2015: Cuffs (Miniserie, 8 Episoden)
- 2016: Hoff the Record (1 Episode)
- 2016: Inspector Banks (DCI Banks, 5 Episoden)
- 2017: Jamestown (7 Episoden)
- 2017: Gunpowder (Miniserie, 3 Episoden)
- 2018: Doctor Who (1 Episode)
- 2019–2021: The Witcher (4 Episoden)
- 2019–2022: Gentleman Jack (7 Episoden)
- 2020: Ich schweige für dich (The Strangers, Miniserie, 8 Episoden)
- 2021: It’s a Sin (5 Episoden)
- 2021: Innocent (Miniserie, 4 Episoden)
- 2021: Grantchester (4 Episoden)
- 2023–2024: Changing Ends (12 Episoden)
- 2023: Black Mirror (Episode 6x5)
- 2023: The Long Shadow (Miniserie, 1 Episode)
- 2024: Unschuldig – Mr. Bates gegen die Post (Mr Bates vs the Post Office, Miniserie)
- 2024: Vera – Ein ganz spezieller Fall (Vera, 1 Episode)
- 2024: Criminal Record (7 Episoden)

### Filme
- 1999: Warriors – Einsatz in Bosnien (Warriors, Fernsehzweiteiler)
- 2005: Child of Mine (Fernsehfilm)
- 2007: The Mark of Cain (Fernsehfilm)
- 2007: Diana – Die letzten 24 Stunden (Diana: Last Days of a Princess, Fernsehfilm)
- 2008: Eden Lake
- 2009: Salvage
- 2009: Kandahar Break
- 2010: The Road to Coronation Street (Fernsehfilm)
- 2010: Accidental Farmer (Fernsehfilm)
- 2011: The Awakening
- 2011: Junkhearts
- 2011: Die fantastische Welt der Borger (The Borrowers)
- 2012: Die Frau in Schwarz (The Woman in Black)
- 2012: Payback – Tag der Rache (Offender)
- 2014: Blood Moon
- 2018: Pond Life
- 2019: Official Secrets
- 2019: The Corrupted
- 2023: Saltburn
- 2024: Tyger
- 2024: The Can
- 2024: Der Herr der Ringe: Die Schlacht der Rohirrim (The Lord of the Rings: The War of the Rohirrim, Stimme)